# Castello di San Pedro de la Roca
Il Castello di San Pedro de la Roca (spagnolo: Castillo de San Pedro de la Roca), noto anche come Castillo del Morro, è un'antica fortezza che si trova nella città di Santiago di Cuba, capoluogo dell'omonima provincia, nell'isola di Cuba. Si trova a circa 10 km a sud-ovest del centro, e domina la baia.
Grazie al suo eccellente stato di conservazione, nel 1997 il Castello è stato inserito nell'elenco dei Patrimoni dell'umanità dell'UNESCO.

## Storia

### Progetto iniziale
Venne progettato nel 1637 da Battista Antonelli (noto anche come Juan Bautista Antonelli), esponente di una famiglia di ingegneri militari originari di Gatteo (Forlì), per conto del governatore cittadino Pedro de la Roca y Borja, col compito di difesa verso le incursioni dei pirati, nonostante una precedente fortificazione, più piccola, fosse stata costruita tra il 1590 ed il 1610. Il progetto di Antonelli venne adattato alle scogliere che portano dal promontorio (il morro che dà il nome al castello) fino alla baia. Venne costruito su una serie di terrazzi; esistevano quattro livelli e tre grandi murature con il compito di riparare l'artiglieria. I rifornimenti venivano consegnati via mare, e quindi riposti in grandi magazzini scavati direttamente nella roccia, o trasportati al livello superiore che ospitava la cittadella. La costruzione della cittadella occupò 42 anni, dal 1638 al 1700. I lavori non furono continuati, ma operati a periodi. Antonelli venne richiamato a Cuba nel 1645, poco dopo che il grande progetto ebbe preso il via, ed altri esempi del suo lavoro si possono trovare nei castelli gemelli di Fuerte del Cojimar e di Fuerte de Santa Doratea de Luna de Chorrera. Alcune delle strutture appartenute all'antico castello vennero integrate in questa nuova costruzione.

### Ulteriori costruzioni

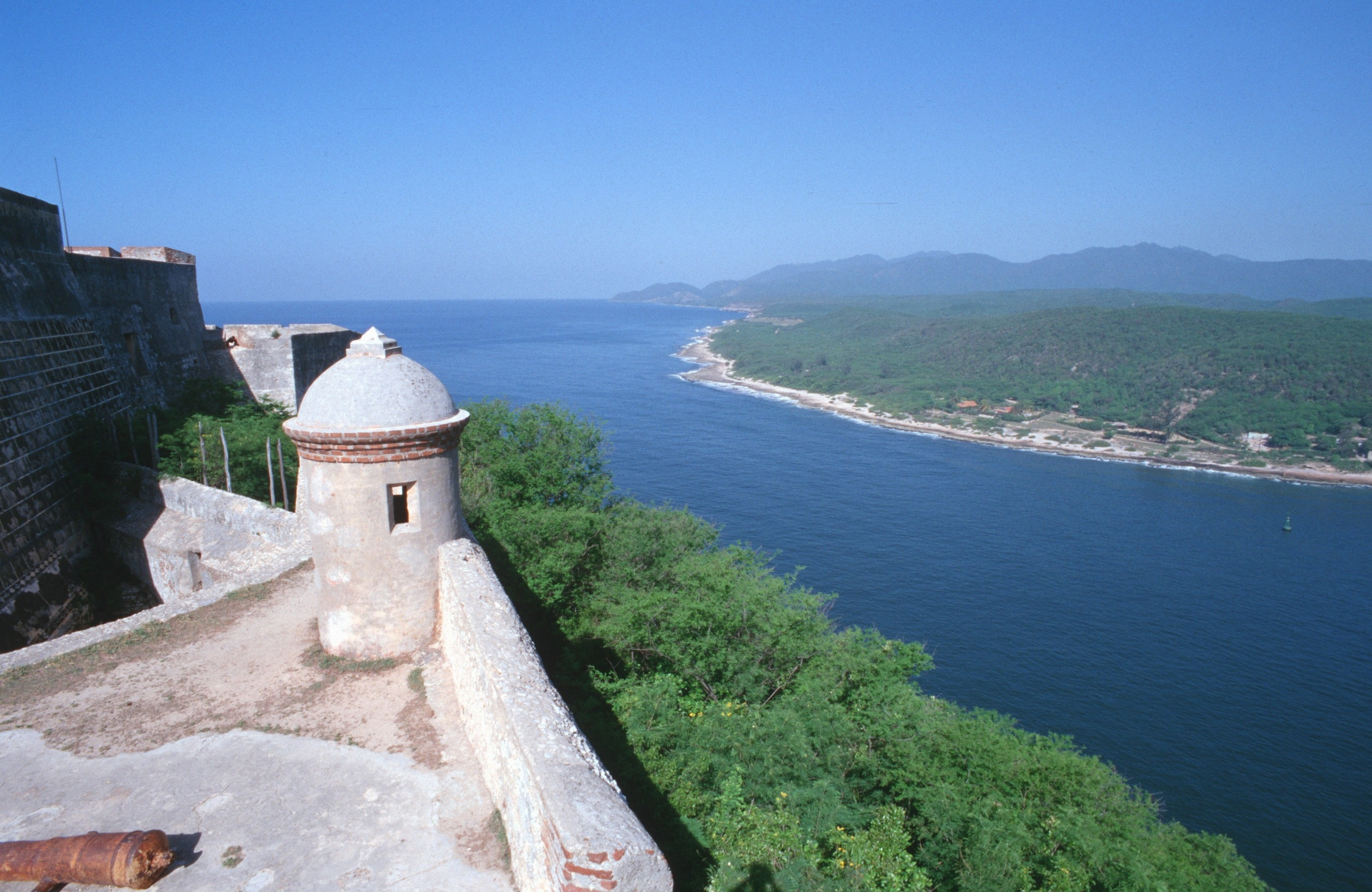
Vista della baia dalla fortezza

Il timore degli attacchi dei pirati era fondato. Durante la costruzione del castello, nel 1662, i saccheggiatori inglesi presero il controllo di Santiago per due settimane, e durante il loro soggiorno distrussero parte della fortificazione portandosi via l'artiglieria. Dopo la loro partenza il governo spagnolo ordinò la ricostruzione della parte danneggiata, ed aumentò le forze dislocate nel castello fino a 300 unità. Tra il 1663 ed il 1669 gli ingegneri Juan Císcara Ibáñez, Juan Císcara Ramirez e Francisco Pérez lavorarono per le riparazioni ed il miglioramento del castello, rafforzando i fianchi e costruendo nuove piattaforme per l'artiglieria. Nel 1678 respinse l'attacco di uno squadrone francese, e nel 1680 sconfisse un assalto portato da 800 uomini guidati da Franquesma, secondo in comando dei filibustieri delle Antille.
Tra il 1675 ed il 1692 la fortezza venne danneggiata da una serie di terremoti, e i lavori di ripristino sono stati eseguiti dalla squadra di Francisco Pérez tra il 1693 ed il 1695. Nel periodo 1738-1740 vennero svolti altri lavori per mano dell'ingrgnere Antonio de Arredondo, che ingrandì la cittadella completando alcune delle piattaforme incompiute, e Juan Martín Cermeño e Francisco Calderín fecero le correzioni finali dopo ulteriori terremoti nel 1757 e nel 1766.
A partire dal 1775 il timore degli attacchi diminuì, e le sezioni note come la Roca (la Roccia) e la Estrella (la Stella) divennero prigioni per prigionieri politici, nonostante il resto del castello fosse ancora usato come base militare. Venne usato militarmente per l'ultima volta nel 1898, quando gli statunitensi attaccarono Santiago de Cuba durante la guerra ispano-americana.

### Patrimonio dell'umanità
Nel XX secolo la Roca cadde in rovina, ma venne restaurata negli anni sessanta da Francisco Prat Puig. Il castello venne dichiarato patrimonio dell'umanità dell'UNESCO nel 1997, citato come uno dei complessi meglio conservati di architettura militare ispano-americana.

## Galleria d'immagini

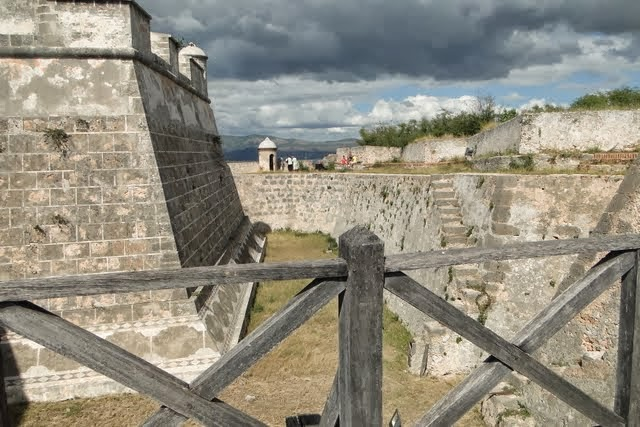
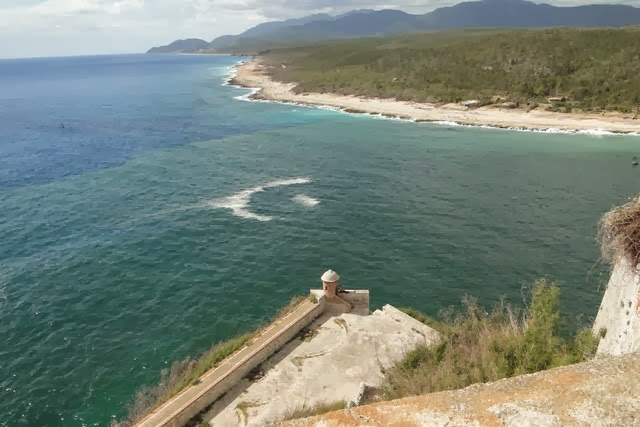
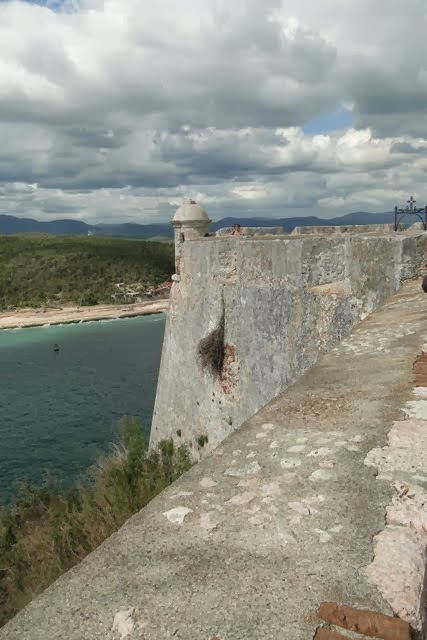
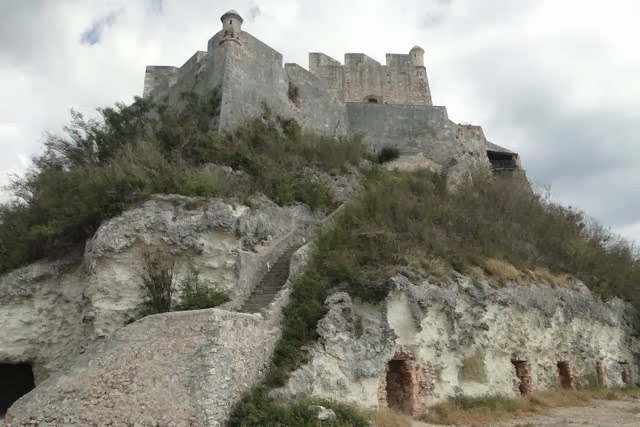
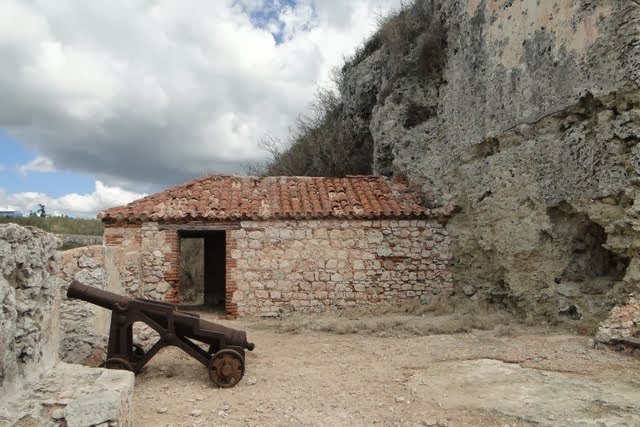
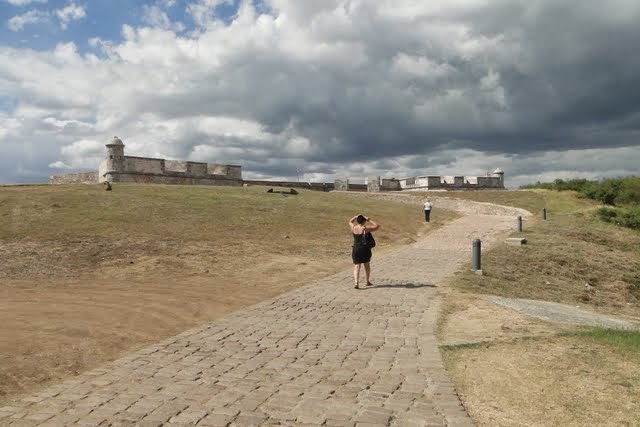

## Fonti
- World Heritage List: San Pedro de la Roca Castle, Santiago de Cuba, su whc.unesco.org, UNESCO, 1997. URL consultato il 1º marzo 2007.
- Rachel Carley, Cuba: 400 Years of Architectural Heritage, Watson-Guptill, 2000,  p. 224, ISBN 0-8230-1128-3.
- René Chartrand, The Spanish Main 1493-1800, Osprey, 2006,  p. 64, ISBN 1-84603-005-6.
- (ES) Monumentos Nacionales: Castillo de San Pedro de la Roca del Morro, su cnpc.cult.cu, Consejo Nacional de Patrimonio Cultural. URL consultato il 1º marzo 2007 (archiviato dall'url originale il 10 maggio 2009).